# Inflacja popytowa
Inflacja popytowa (ang. demand-pull inflation) – zjawisko wzrostu przeciętnego poziomu cen w gospodarce spowodowane wzrostem popytu. Wyróżnia się dwa szczególne typy: inflację pieniężną i strukturalną.

## Przyczyny
Inflacja popytowa jest powodowana:
- wzrostem konsumpcji
- wzrostem inwestycji
- wzrostem eksportu lub spadkiem importu
- ekspansywną polityką fiskalną (wzrostem wydatków państwa na dobra i usługi)
- ekspansywną polityką pieniężną (obniżeniem stóp procentowych; wzrostem podaży pieniądza, np. gdy utrzymujący się deficyt budżetowy państwa jest finansowany drukiem „pustego pieniądza”)

Inflacji popytowej towarzyszy zwykle: wzrost produkcji, wzrost zatrudnienia i spadek bezrobocia. Wynika to z tego, że wzrost popytu globalnego w gospodarce, przy założeniu sztywności cen i płac, prowadzi do wzrostu produkcji.

## Inflacja pieniężna
Jest skutkiem naruszenia równowagi monetarnej, co wynika np. z nadmiaru pieniądza w obiegu albo przyspieszenia tempa jego cyrkulacji. W ramach inflacji pieniężnej wyróżnia się inflację budżetową (skarbową, emisyjną lub rządową) oraz kredytową.
Przyczyną inflacji budżetowej jest deficyt budżetowy (wydatki rządowe przewyższające dochody), o ile jest on finansowany za pomocą monetyzacji (kreacji pieniądza bez pokrycia w towarach i usługach). Za neutralne przyjmuje się finansowanie deficytu budżetowego przez zaciąganie pożyczek na rynku finansowym, pod warunkiem nieposiadania przez banki komercyjne wolnych rezerw gotówkowych lub utrzymywania stałej ich stopy w relacji do depozytu.
Inflacja kredytowa spowodowana jest przez nadmierną ekspansję kredytową, co prowadzi do wzrostu ilości pieniądza w obiegu, a w efekcie do wzrostu popytu globalnego. Przykładem inflacji kredytowej jest inflacja mająca miejsce w Stanach Zjednoczonych w 1929 roku. Głównym przeznaczeniem nadmiernie zaciąganych wówczas kredytów były inwestycje giełdowe, co szybko doprowadziło do załamania się cen akcji.

## Inflacja strukturalna
Pojawia się, gdy producenci nie są w stanie dostosować struktury produkcji do zmian w strukturze popytu konsumentów, przedsiębiorstw i rządu.